# 조하문
조하문(趙夏文, 1959년 12월 24일 ~ )은 대한민국의 가수, 작사가, 작곡가, 편곡자이다. 본관은 배천이다.

## 생애
서울특별시에서 출생한 조하문은 연세대학교 지질학과에 재학 중이던 1980년 MBC 대학가요제에서 헤비 메틀 록 음악 밴드 마그마(Magma)의 베이스 기타리스트 겸 보컬리스트로 참가하여, 〈해야〉라는 노래 작품으로 은상을 수상하면서 정식 데뷔하였다.
조하문은 1983년까지 록밴드 마그마로  활동하다가 1984년 군대를 가게되고  다녀온후에, 1987년 솔로 가수로 데뷔하여 《해야》,《이 밤을 다시 한 번》,《내 아픔 아시는 당신께》 등을 발표하여 최고의 인기를 얻었다. 한편 1985년에 배우 최수종의 누나 이기도 한 MBC 탈렌트출신 최수원과 3년 연애 끝에 결혼하여 이후 그녀와의 사이에 슬하 2남을 얻었다.
조하문은 3옥타브를 넘나드는 창법으로 록과 록발라드 분야에 새로운 족적을 남기며 많은이들에게 영향을 주는 아티스트로 활동하며, 활동은 tv나 방송보다 주로 콘써트를 통한 언더그라운드 뮤지션으로 활동하였다. 한편 1994년에는 록 오페라 지저스 크라이스트 슈퍼스타에서 윤복희, 강산에 와 더불어 예수역으로 열연,열창을 하기도 했다
어린 시절부터 기독교 신자이기도 한 그는 1990년대 중반 시기부터 우울증, 공황장애 등을 앓고 자살까지 생각할 만큼 정신적으로 힘든 시기를 보내다가 1997년 이후부터 기독교 신앙을 적극 받아들이며 개신교 계열 신학대학원(Acts International Seminary)을 졸업하고 목회자가 되었다. 캐나다에서 사역하다가 2011년 귀국하였다.

## 학력
- 서울장충국민학교 졸업
- 대경중학교 졸업
- 오산고등학교 졸업(1978년)
- 연세대학교 지질학과 학사
- 아세아연합신학대학교 신학대학원 목회학과 신학석사

## 경력
- 캐나다 장애인공동체 Participation House Teaching pastor(2004~2011)
- 캐나다 토론토 하나교회
- 캐나다 토론토 비전교회
- 캐나다 월드비전 친선대사(2003~ )
- 사랑의빛공동체 대표(2012.2~현)

## 앨범
- 1981년 《Magma》
- 1987년 《조하문 1》
- 1989년 《조하문 2》
- 1991년 《조하문 3》
- 1992년 《조하문 성가집》
- 1993년 《조하문 4》
- 2011년 《조하문 1집 (올 댓 마스터피스 - 24bit Re-Marstering)》, 《조하문 2집 (올 댓 마스터피스 - 24bit Re-Marstering)》
- 2011년 《해야》 (24bit Re-Marstering) - 《Magma》의 리마스터링 음반
- 2016년 《Love You》(사랑의빛공동체)

## 수상
- 1980년 MBC 대학 가요제 은상 (해야)
- 1988년 Music box 10대 가수상
- 1988년 일간스포츠 골든디스크 10대 가수상
- 1992년 일간스포츠 골든디스크 10대 가수상

## 가요 프로그램 1위
| 연도            | 수상 내역 (총 1회)                                          |
| --------------- | ----------------------------------------------------------- |
| 1988년 (총 1회) | - 이 밤을 다시 한번 (총 1회) - 4월 6일 KBS 《가요톱텐》 1위 |

## 저서
- 《내 아픔 아시는 당신께》(홍성사, 2006년) ISBN 8936502352
- 《조하문의 회복일기》(홍성사, 2011년) ISBN 9788936502898

## 가족 관계
- 배우자 : 최지원 (1960년 ~ )
  - 장남 : 조태관 (1986년  ~ )
  - 차남 : 조경관 (1989년 ~ )